# ビルナ・ジャンジロバ
ビルナ・ジャンジロバ（Virna Jandiroba、1988年5月30日 - ）は、ブラジルの女性総合格闘家。バイーア州セリーニャ出身。チーム・ヴェラメ/アカデミア・ファイトハウス所属。元Invicta FC世界ストロー級王者。UFC世界女子ストロー級ランキング1位。UFC女子パウンド・フォー・パウンド・ランキング9位。

## 来歴
幼少期にカンフーを始め、その後柔術とブラジリアン柔術に転向した。2013年にプロ総合格闘技デビュー。

### Invicta FC
2017年12月8日、Invicta FC初参戦となったInvicta 26でエイミー・モンテネグロと対戦し、腕ひしぎ十字固めで1R一本勝ち。パフォーマンス・オブ・ザ・ナイトを受賞した。

#### Invicta FC世界王座獲得
2018年3月24日、Invicta FC 28のInvicta世界ストロー級王座決定戦で魅津希と対戦し、2-1の5R判定勝ち。王座獲得に成功した。
2018年9月1日、Invicta FC 31のInvicta世界ストロー級タイトルマッチで挑戦者ジャナイサ・モランディンと対戦し、肩固めで2R一本勝ち。王座の初防衛に成功し、パフォーマンス・オブ・ザ・ナイトを受賞した。

### UFC
2019年4月27日、UFC初参戦となったUFC Fight Night: Jacaré vs. Hermanssonで女子ストロー級ランキング9位の元UFC世界女子ストロー級王者カーラ・エスパルザと対戦し、0-3の判定負け。キャリア初黒星を喫した。
2020年8月15日、UFC 252でフェリス・ヘリッグと対戦し、腕ひしぎ十字固めで1R一本勝ち。パフォーマンス・オブ・ザ・ナイトを受賞した。
2020年12月12日、UFC 256で女子ストロー級ランキング11位のマッケンジー・ダーンと対戦し、0-3の判定負け。
2021年6月19日、UFC on ESPN: The Korean Zombie vs. Igeで村田夏南子と対戦。2Rに村田が左ストレートを放った際に左肘を脱臼し、2R終了時にドクターストップでTKO勝ち。
2021年10月30日、UFC 267で女子ストロー級ランキング10位のアマンダ・ヒバスと対戦し、0-3の判定負け。
2022年5月14日、UFC on ESPN: Błachowicz vs. Rakićで女子ストロー級ランキング13位のアンジェラ・ヒルと対戦し、3-0の判定勝ち。
2023年5月6日、UFC 288で女子ストロー級ランキング5位のマリナ・ロドリゲスと対戦し、3-0の判定勝ち。
2024年3月30日、UFC on ESPN: Blanchfield vs. Fiorotで女子ストロー級ランキング10位のルーピー・ゴディネスと対戦し、3-0の判定勝ち。
2024年7月20日、UFC on ESPN: Lemos vs. Jandirobaで女子ストロー級ランキング3位のアマンダ・レモスと対戦し、腕ひしぎ十字固めで2R一本勝ち。パフォーマンス・オブ・ザ・ナイトを受賞した。

## 戦績
| 総合格闘技 戦績 | 総合格闘技 戦績 | 総合格闘技 戦績 | 総合格闘技 戦績 | 総合格闘技 戦績 | 総合格闘技 戦績 | 総合格闘技 戦績 |
| --------------- | --------------- | --------------- | --------------- | --------------- | --------------- | --------------- |
| 25 試合         | (T)KO           | 一本            | 判定            | その他          | 引き分け        | 無効試合        |
| 22 勝           | 1               | 14              | 7               | 0               | 0               | 0               |
| 3 敗            | 0               | 0               | 3               | 0               | 0               | 0               |

| 勝敗 | 対戦相手                             | 試合結果                     | 大会名                                                                        | 開催年月日     |
| ○    | ヤン・シャオナン                     | 5分3R終了 判定3-0            | UFC 314: Volkanovski vs. Lopes                                                | 2025年4月12日  |
| ○    | アマンダ・レモス                     | 2R 4:48 腕ひしぎ十字固め     | UFC on ESPN 60: Lemos vs. Jandiroba                                           | 2024年7月20日  |
| ○    | ルーピー・ゴディネス                 | 5分3R終了 判定3-0            | UFC on ESPN 54: Blanchfield vs. Fiorot                                        | 2024年3月30日  |
| ○    | マリナ・ロドリゲス                   | 5分3R終了 判定3-0            | UFC 288: Sterling vs. Cejudo                                                  | 2023年5月6日   |
| ○    | アンジェラ・ヒル                     | 5分3R終了 判定3-0            | UFC on ESPN 36: Błachowicz vs. Rakić                                          | 2022年5月14日  |
| ×    | アマンダ・ヒバス                     | 5分3R終了 判定0-3            | UFC 267: Błachowicz vs. Teixeira                                              | 2021年10月30日 |
| ○    | 村田夏南子                           | 2R 5:00 TKO（腕の負傷）      | UFC on ESPN 25: The Korean Zombie vs. Ige                                     | 2021年6月19日  |
| ×    | マッケンジー・ダーン                 | 5分3R終了 判定0-3            | UFC 256: Figueiredo vs. Moreno                                                | 2020年12月12日 |
| ○    | フェリス・ヘリッグ                   | 1R 1:44 腕ひしぎ十字固め     | UFC 252: Miocic vs. Cormier 3                                                 | 2020年8月15日  |
| ○    | マロリー・マーティン                 | 2R 1:16 リアネイキドチョーク | UFC on ESPN 7: Overeem vs. Rozenstruik                                        | 2019年12月7日  |
| ×    | カーラ・エスパルザ                   | 5分3R終了 判定0-3            | UFC Fight Night: Jacaré vs. Hermansson                                        | 2019年4月27日  |
| ○    | ジャナイサ・モランディン             | 2R 2:23 肩固め               | Invicta FC 31: Jandiroba vs. Morandin 【Invicta世界ストロー級タイトルマッチ】 | 2018年9月1日   |
| ○    | 魅津希                               | 5分5R終了 判定2-1            | Invicta FC 31: Mizuki vs. Jandiroba 【Invicta世界ストロー級王座決定戦】       | 2018年3月24日  |
| ○    | エイミー・モンテネグロ               | 1R 2:50 腕ひしぎ十字固め     | Invicta FC 26: Maia vs. Niedwiedz                                             | 2017年12月8日  |
| ○    | エリカ・アルメイダ                   | 5分3R終了 判定2-1            | Fight 2 Night 2                                                               | 2017年4月28日  |
| ○    | スアン・テイシェイラ・ドス・サントス | 1R 0:46 腕ひしぎ十字固め     | MMA Pro 12                                                                    | 2016年11月26日 |
| ○    | リサ・ワード                         | 1R 2:21 リアネイキドチョーク | Fight 2 Night                                                                 | 2016年11月4日  |
| ○    | クリスチャン・リマ・シウバ           | 1R 2:34 リアネイキドチョーク | Fight On 3                                                                    | 2016年7月30日  |
| ○    | アン・カロリーヌ・ナシメント         | 2R 3:29 腕ひしぎ十字固め     | Circuito MNA de MMA 2 【Circuito MNA de MMA女子ストロー級王座決定戦】         | 2016年4月9日   |
| ○    | アライン・サテルマイヤー             | 5分3R終了 判定3-0            | The King of Arena Fight 2                                                     | 2015年11月14日 |
| ○    | クリスチャン・リマ・シウバ           | 1R 2:53 リアネイキドチョーク | Velame Fight Combat 4                                                         | 2015年9月12日  |
| ○    | カルラ・ラモス                       | 1R 1:50 三角絞め             | Banzay Fight Championship 2                                                   | 2015年5月16日  |
| ○    | カミラ・リマ                         | 2R 4:30 リアネイキドチョーク | MMA Super Heroes 7                                                            | 2014年11月15日 |
| ○    | ジーナ・ブリート・シウバ・サンタナ   | 3R リアネイキドチョーク      | The Iron Fight 2                                                              | 2013年12月21日 |
| ○    | ジョアナ・サンタナ                   | 1R 0:41 リアネイキドチョーク | Premier Fight League 10                                                       | 2013年6月15日  |

## 獲得タイトル
- 第5代Invicta FC世界ストロー級級王座（2018年）
- Circuito MNA de MMA女子ストロー級王座（2016年）

## 表彰

### UFC
- UFC パフォーマンス・オブ・ザ・ナイト（2回）

### Invicta FC
- Invicta FC パフォーマンス・オブ・ザ・ナイト（2回）